# Delphacodes conspicua
Delphacodes conspicua är en insektsart som först beskrevs av Géza Horváth 1904.  Delphacodes conspicua ingår i släktet Delphacodes och familjen sporrstritar. Inga underarter finns listade i Catalogue of Life.